# كأس شمال مقدونيا 2004–05
كأس شمال مقدونيا 2004–05 هو موسم من كأس مقدونيا. كان عدد الأندية المشاركة فيه 32، وفاز فيه KF Bashkimi (1947–2008) ‏.